# Iridobapta argostola
Iridobapta argostola är en fjärilsart som beskrevs av Turner 1919. Iridobapta argostola ingår i släktet Iridobapta och familjen mätare. Inga underarter finns listade i Catalogue of Life.